# Phyllodactylus bugastrolepis
Phyllodactylus bugastrolepis (листопалий гекон санта-каталінський) — вид геконоподібних ящірок родини Phyllodactylidae. Ендемік Мексики.

## Опис
Phyllodactylus bugastrolepis — гекон середнього розміру, довжина якого (без врахування хвоста) становить 45,1 мм. Луска на нижній частині тіла у нього виду є незвично великою, від горла до анального отвору вона нечисленна, на животі формує кілька рядів. Загалом забаравлення бліде.

## Поширення і екологія
Phyllodactylus bugastrolepis є ендеміком острова Санта-Каталіна, розташованого в Каліфорнійській затоці. Вид поширений в сухих чагарникових і кактусових заростях, в тріщинах серед скель, серед піщаних дюн і на кам'янистих пляжах.